# L'Explorateur en folie
Pour les articles homonymes, voir Animal Crackers.
Pour plus de détails, voir Fiche technique et Distribution.
L'Explorateur en folie (Animal Crackers) est une comédie américaine réalisée par Victor Heerman et sortie en 1930.

## Synopsis
Le célèbre capitaine Geoffrey T. Spaulding revient d'une exploration en Afrique. La riche madame Rittenhouse l'invite à passer le week-end dans sa belle demeure. Elle exhibe à cette occasion une toile célèbre, Après la chasse, qui lui est prêtée par le collectionneur Roscoe W. Chandler. D'autres invités assistent à l'évènement social dont le pianiste Emmanuel Ravelli, un énigmatique professeur. La fille de madame Rittenhouse et John Parker son ami viennent également, ainsi que madame Whitehead et sa fille Grace.
John Parker a réalisé une copie du tableau précédemment. Il a l'idée d'échanger les deux tableaux.Ainsi, si tout le monde admire son tableau plutôt que l'original, cela montrera son talent de peintre. Grace Whitehead a également réalisé une copie auparavant. Jalouse que cette réception prestigieuse soit donnée par madame Rittenhouse, elle décide également d'échanger les tableaux pour ridiculiser l'évènement.
Les deux échanges sont réalisés dans la nuit. Lors du dévoilement public du tableau le lendemain, Chandler remarque immédiatement la mauvaise copie de Grace. La lumière s'éteint alors, et lorsqu'elle revient, le faux a disparu. La police est appelée, les tableaux échangés disparaissent à leur tour. Finalement, les trois tableaux sont retrouvés, Chandler est impressionné par la qualité de la copie de John et l'engage pour peindre son portrait.

## Fiche technique
- Titre : L'Explorateur en folie
- Titre original : Animal Crackers
- Réalisation : Victor Heerman
- Producteurs : Adolph Zukor, Jesse L. Lasky (non crédités)
- Société de production et de distribution: Paramount Pictures
- Scénario : Morrie Ryskind d'après une pièce de George S. Kaufman, Morrie Ryskind, Bert Kalmar et Harry Ruby
- Directeur de la photo : George J. Folsey
- Musique originale : Max Reese (non crédité)
- Musique des chansons et morceaux musicaux : Harry Ruby, Moe Jaffe, Nat Bronx, Skelton Brooks, Bert Kalmar, Giuseppe Verdi, Gaetano Donizetti, Chico Marx, Sol Violinsky, H.P. Danks et Stephen Foster
- Arrangeur musical : Johnny Green
- Son : Ernest Zatorsky
- Direction artistique (décors): Ernst Fegté
- Pays d'origine : États-Unis
- Langue : anglais
- Format : noir et blanc - son : mono (Western Electric Noiseless Recording)
- Genre : comédie burlesque
- Durée : 97 minutes
- Dates de sortie : 
  - États-Unis : 6 septembre 1930
  - France : 5 décembre 1930

## Distribution
- Groucho Marx : le capitaine Geoffrey T. Spaulding
- Harpo Marx : le professeur
- Chico Marx : Signor Emanuel Ravelli
- Zeppo Marx : Horatio Jamison
- Lillian Roth : Arabella Rittenhouse
- Margaret Dumont : Madame Rittenhouse
- Louis Sorin : Roscoe W. Chandler
- Hal Thompson : John Parker
- Margaret Irving : Madame Whitehead
- Kathryn Reece : Grace Carpenter
- Robert Greig : Hives
- Edward Metcalf : Hennessey
- The Music Masters : six valets
- Robert Allen : un invité à la soirée de gala
- Donald MacBride : un invité à la soirée de gala
- Ann Roth : une invitée à la soirée de gala